# Чешское восстание 1547 года
Чешское восстание 1547 года (чеш. Stavovský odboj roku 1547 — Сословное сопротивление 1547 года) — первое антигабсбургское восстание чешских сословий, произошедшее в Праге в январе — июле 1547 года, и третье по счёту восстание сословий в Габсбургской империи после восстания комунерос в Испании (1520—1522) и гентского восстания во Фландрии (1539—1540). Восстание было вызвано абсолютистской политикой короля Фердинанда I Габсбурга, направленной на сокращение политического влияния привилегированных сословий и проведение рекатолизации земель Чешской короны.

## Причины восстания
Король Чехии из династии Габсбургов Фердинанд I после вступления на престол начал политику постепенного ограничения властных полномочий сословных органов в землях Чешской короны, стремясь установить режим абсолютизма, являвшийся совершенно новой и непривычной политической концепцией для Чехии (да и всей Европы) 1-й половины XVI века. Особо болезненно восприняло ограничение своих привилегий городское сословие, существенно окрепшее в период правления в Чехии династии Ягеллонов. Напряжённость в отношениях между Фердинандом I и Прагой, а также лужицкими городами, возникла уже в 1526 году и с каждым годом накалялась вплоть до восстания в 1547 году. Кроме того, недовольство протестантских чешских сословий вызывала религиозная активность нового короля, направленная на проведение в чешских землях политики рекатолизации.
При избрании на чешский престол Фердинанд I в 1526 году обязался в своих коронационных капитуляциях охранять неприкосновенность прав, свобод и привилегий чешских сословий в соответствии с законами королевства. Однако с середины 1540-х годов новый король направил свои усилия на включение Чехии в состав централизованной наследственной монархии Габсбургов. Вступив на престол, Фердинанд решил освободиться от традиционной зависимости короля от сословных институтов. Ещё в 1527 году королём были учреждены тайный совет, придворная канцелярия и придворная комора — органы центральной королевской власти, наделённые правом вмешиваться в дела отдельных земель чешской короны и в компетенцию их властных институтов. Местонахождение этих органов власти Фердинанд перенёс в Вену и сформировал их из представителей в основном немецкого, испанского и итальянского дворянства.
Следующим ударом по привилегиям сословий были запреты краевых сеймов дворянства и общих собраний членов городских коммун. Наконец, в 1545 году король вынудил чешские сословия согласиться с записью в собрание чешских законов («Обновлённые земские доски») о его восшествии на престол по праву наследования его жены Анны Ягеллонской, а не в результате выборов на сословном сейме, как указывалось в реверсе 1526 года.
Постоянное недовольство сословий вызывала и финансовая политика Фердинанда I, стремившегося финансировать войны обширной Габсбургской монархии, зачастую не учитывая экономические интересы и возможности Чешского королевства. Введение налога на сделки купли-продажи в 1534 году вызвало сильные волнения в большинстве крупных городов Чехии и в результате было отменено.

## Начало и развитие восстания
Наиболее активными сторонниками восстания проявили себя горожане Праги, а также дворяне, принадлежавшие к общине чешских братьев. Непосредственным поводом к пражскому восстанию сословий послужила попытка Фердинанда I оказать военную и финансовую поддержку своему брату императору Карлу V в его войне с протестантским Шмалькальденским союзом немецких княжеств. В декабре 1546 года король Фердинанд I попытался получить согласие генерального сейма на выделение средств для финансирование императорских войск, однако получил категорический отказ.
В январе 1547 года король потребовал от сейма собрать чешское ополчение для отправки на помощь герцогу Морицу Саксонскому, союзнику императора. Не получив согласия сейма, Фердинанд I 12 января 1547 года издал мандат о созыве чешского ополчения для похода в Саксонию. Это было грубым нарушением одного из основных земских законов, запрещавших использование войск за границами королевства без общего согласия сословий на сейме. В ответ на эти действия сословия обвинили короля в нарушении их сословных привилегий и издали протест-прокламацию. Вдобавок ко всему 27 января 1547 года скончалась королева Анна Ягеллонская, и по Праге поползли пересуды о том, что Фердинанд Габсбургский не имеет больше прав на чешский престол и что его место должен занять его сын эрцгерцог Максимилиан.
9 февраля в Праге состоялось запрещённое королём общее собрание членов городской коммуны, принявшее решение не подчиняться королевскому мандату и запретившее городским магистратам участвовать в военных действиях Фердинанда Габсбургского. Король в это время находился в военном лагере у Литомержице, ожидая прихода созванного ополчения. Однако вместо ополчения из Праги пришёл письменный протест против королевского мандата о его созыве. Прибывшие в ставку короля дворяне начали переговоры об отмене мандата. Король согласился отменить мандат в обмен на «добровольную» финансовую помощь сословий. В результате в составе королевского войска, помимо наёмников, состояли лишь небольшие отряды, присланные 70 дворянами и королевскими городами Пльзень, Ческе-Будеёвице и Усти-над-Лабой.
Три пражских города — Старе-Место, Нове-Место, Мала-Страна — объединились в политический союз, к которому вскоре присоединились часть дворянства и некоторые королевские города. Этот союз, названный «Дружественное соглашение» сословий, потребовал отмены мандата о созыве ополчения и инициировал созыв земского сейма. В Праге была запрещена вербовка наёмников и отменены поставки пороха для королевского войска.
Открытие Пражского сейма, запрещённого королём, состоялось в середине марта. На сейме к оппозиции присоединилось большое количество панов и рыцарей. Сейм принял итоговый документ, также получивший название «Дружественное соглашение чешских сословий», состоявший из 57 статей и ставший главным документом восстания, содержавшим программу защиты сословных вольностей и привилегий и их расширения в рамках закона, а также призыв к сплочению сословий против наступающего католицизма. В документе перечислялись сословные привилегии, пожалованные предыдущими чешскими королями (особенно «славной памяти короля Людовика») и предоставившие чешским сословиям важное место в системе сословно-представительной монархии. Эти привилегии, в частности, касались порядка формирования и правового статуса земского суда, правового статуса адвокатов, выбора кандидатов на все низшие и некоторые высшие государственные должности (в частности, гетмана Пражского града) только из «природных чехов» (то есть уроженцев Чешского королевства), порядка формирования и правового статуса земского сейма, порядка принесения присяги королём и запрета принесения присяги Римскому папе. Кроме того, «Дружественное соглашение» содержало определённые требования в финансовой сфере, в частности, требования ограничения права чеканки чешской монеты лишь двумя монетными дворами (в Праге и Кутна-Горе), возвращения Праге права склада, отмены всех новых пошлин и запрета евреям скупать серебро и давать деньги в долг, а равно требование о высылке всех евреев с территории Чехии (ст. XXVII).
Кроме того, на сейме был учреждён постоянный комитет восставших сословий, в состав которого вошло по четыре представителя от панского и рыцарского сословий, а равно от горожан Праги. От панского сословия в комитет вошли Арношт Крайирж из Крайка, Вилем Кршинецкий из Ронова, Дивиш Славата и бургграф Борживой из Донина, а от рыцарского — Гинек Крабице из Вейтмиле, Здислав Тлукса из Раби, Бернарт Барханец из Бархова и Мелихар Pop из Ророва (шестеро из них принадлежали к общине чешских братьев). Канцлером комитета был избран пражский патриций Сикст из Оттерсдорфа. Сейм постановил собрать военный налог и созвать ополчение. Несмотря на столь решительные действия, направленные против воли и интересов короля Фердинанда I и рассматриваемые им и его сторонниками как противозаконные, восставшие сословия настаивали на том, что эти действия направлены вовсе не против короля, а на защиту законов и привилегий королевства.
В марте того же года войска герцога Саксонии Иоганна Фридриха I осадили верный императору город Яхимов, и в то же время император Карл V подошёл к городу Хеб, намереваясь соединиться с войсками короля Фердинанда I и Морица Саксонского. Вступление войск императора в Чехию вызвало панику восставших сословий: немедленно было созвано военное ополчение, командование которым было поручено высочайшему гетману Кашпару Плугу из Рабштейна, и предприняты меры к сбору военного налога (берны). Кроме того, была направлена просьба о помощи к герцогу Иоганну Фридриху Саксонскому (правда, без заверения во взаимной поддержке).
Однако собрать берну и ополчение оперативно не удалось. Высочайший гетман Кашпар Плуг из Рабштейна с собственным войском стоял лагерем у Бечова, в нескольких километрах от войск Иоганна Фридриха I, постоянно требуя от комитета приказа к началу военных действий. Однако комитет был парализован нерешительностью и отсутствием единой стратегии дальнейших действий. Пражский комитет обратился за поддержкой к сословиям соседних земель Чешской короны (Моравии, Силезии, Верхней и Нижней Лужицы), однако каждая из земель по собственным причинам отказала восставшей Чехии в помощи.
В апреле 1547 года на сословном сейме представители короля потребовали от восставших распустить сословное ополчение, однако получили решительный отказ. Руководству восстания удалось дополнительно привлечь на свою сторону многих влиятельных представителей протестантских сословий, некоторые из которых занимали важные государственные посты, что придало оппозиции больший политический вес. К «Дружественному соглашению» присоединился влиятельнейший и богатейший чешско-моравский магнат Ян IV из Пернштейна, владевший Кладским графством в Силезии. Однако численно увеличившейся сословной оппозиции стало ещё труднее принимать решительные стратегические решения — среди восставших всё громче раздавались призывы к переговорам с королём.
Решающим для судьбы восстания днём стало 24 апреля 1547 года, Шмалькальденская лига, не дождавшаяся военной поддержки протестантских сословий Чехии, потерпела сокрушительное поражение в битве при Мюльберге, а курфюрст Иоганн Фридрих I был взят в плен. Поражение при Мюльберге повергло восставших в замешательство, а сословное ополчение, узнав о поражении, стало расходиться по домам. Комитет восставших сословий решил отложить заседание сейма на 20 мая и направить к королю посольство для достижения примирения. Расходившееся ополчение решено было официально распустить.
Известия о действиях и намерениях комитета вызвали бурное негодование пражан, которые вышли на улицы города. Толпа численностью примерно 200 человек собралась у дома Сикста из Оттерсдорфа, требуя отменить миротворческую миссию посольства к королю. Спонтанно было организовано общее собрание всех городских коммун Праги, которое выступило с аналогичным требованием. Как пишет сам Сикст из Оттерсдорфа, горожане несколько успокоились только после того, как пан Вилем Кршинецкий из Ронова пообещал не распускать ополчение до возвращения посольства.
На майском сейме представители короля потребовали отмены «Дружественного соглашения» сословий, однако получили отказ. При этом было решено послать к королю очередное посольство, в цели которого входил поиск путей постепенного и безболезненного примирения сторон конфликта. Отказавшись от военного противостояния, оппозиция отстаивала перед королём право сословий объединяться в союзы для защиты своих привилегий. Не обладая достаточной военной силой для подавления оппозиции, Фердинанд I решил дипломатическим путём внести раскол между дворянством и городами.

## Вступление короля в Прагу и подавление восстания
3 июня 1547 года в Литомержице король издал мандат, объявлявший действия сословной оппозиции незаконными и требовавший отмены «Дружественного соглашения». В своём мандате король Фердинанд предлагал восставшим дворянам лично явиться к нему для заверения в преданности либо сделать это в письменном виде. Копии этого мандата были разосланы только поддержавшим восстание дворянам и немногим оставшимся верными королю городам. В ответ на королевский мандат в Литомержице съехалось более 200 дворян во главе с Яном IV из Пернштейна, которые были приняты королём, в отличие от посланцев Праги, которых король не принял. В ответ на это радикальная часть оппозиционных горожан решила готовиться к вооруженной обороне Праги, Кутна-Горы и Жатца, однако верх взяли умеренные силы, всё ещё рассчитывавшие на закрепление части привилегий сословий в результате переговоров с королём. Фердинанду I было направлено смиренное послание союза пражских городов, почтительно утверждавшее, что оппозиционный союз будет распущен только по решению всех сословий. В ответ на это Фердинанд I направил императору просьбу прислать войска. По мнению Карела Тифтрунка, король всерьёз рассматривал возможность возобновления и активизации вооружённого сопротивления пражан, вероятно, располагая сведениями о радикальном настрое широких масс горожан и больших запасах оружия в Праге.
Как отмечает Сикст из Оттерсдорфа в своей хронике, король был настроен на обострение конфликта и умышленно провоцировал пражан на вооружённое выступление. 1 июля при вступлении в предместья Праги Фердинанд I демонстративно отменил традиционную торжественную встречу короля горожанами, демонстрировавшую преданность города королевской власти. 2 июля король во главе иноземных наёмных войск вступил в Пражский Град и позволил своим солдатам вести себя в Праге как в захваченном вражеском городе. При этом король в течение нескольких дней затягивал переговоры с городскими магистратами. По мнению Йозефа Яначека, король тем самым пытался навести ужас на городскую оппозицию.
Так или иначе, бесчинства королевских наёмников вызвали возмущение горожан и привели к небольшим вооружённым столкновениям на улицах города. Опасаясь взрыва народного негодования, пражские магистраты медлили признать безоговорочную капитуляцию и настаивали на том, что роспуск «Дружественного соглашения» может быть осуществлён только по решению общесословного сейма. Продолжавшиеся бесчинства королевских наёмников над горожанами и слухи о приготовленных королём суровых наказаниях для пражан привели к тому, что 5—6 июля в Праге вспыхнуло вооружённое восстание во главе с дворянином Вацлавом Петипеским, наиболее активное участие в котором приняли цеховые ремесленники. Это, в свою очередь, заставило короля сменить тактику и попытаться свести вооружённый конфликт к примирению. Поверив заверениям королевских представителей о намерении короля наказать виновных в городских бесчинствах и видя нежелание магистратов идти на обострение конфликта с королём, восставшие пражане успокоились и разошлись по домам. 7 июля восстание было окончено, а его руководители сдались «на милость и немилость» короля. На следующий день состоялся королевский суд над горожанами Праги. Прага, а после и ещё 25 городов, противостоявших королю, были лишены всех своих сословных привилегий, обложены непомерными штрафами и подвергнуты конфискациям земельных владений.
В августе 1547 года созванный королём в Праге Генеральный сейм (получивший в истории название «Кровавого») приговорил к смертной казни четырёх руководителей восстания (вождя июльского восстания Вацлава Петипеского, члена комитета Бернарта Барханца из Бархова, примаса Старе-Места Якуба Фикара из Врата и горожанина Вацлава из Елениго), закрепил за королём право созыва земских сеймов, запретил дворянам поступать на военную службу за пределами Чехии, лишил королевские города земельных владений и сословных привилегий и наложил на них огромную контрибуцию.

## Причины поражения восстания
Главной причиной поражения восстания считается неготовность большей части чешского общества к столь резкому выступлению против королевской власти. Йозеф Яначек основной причиной поражения восстания считает тот факт, что оппозиционная часть чешских сословий (радикально настроенные горожане и протестантское дворянство) была слишком мала: подавляющее большинство сословий состояло из умеренных утраквистов и католиков, не желавших открытого выступления против короля.
Сословная оппозиция в Чехии в середине 1540-х годов представляла собой противоречивый альянс разнородных политических группировок, выражавших зачастую противоположные интересы. Оппозиция не имела единой программы, отстаивая в основном старые сословные вольности и привилегии. Всё это обусловило внутреннюю слабость и разобщённость сословной оппозиции и отсутствие скоординированных военных действий во время восстания.
Фердинанду I помогло также то, что император в этот момент добился существенного успеха в Шмалькальденской войне и смог выделить часть своих войск для подавления мятежа в Праге.

## Последствия поражения восстания
В результате поражения восстания сословий существенно изменился характер сословно-представительной монархии в Чехии: бюргерство, прежде всего пражское, занимавшее со времён гуситских войн важное и наиболее оппозиционное место в системе чешской сословной монархии, было полностью устранено из политической жизни королевства. В результате этого чешские города, лишённые прежней экономической мощи и политического влияния, проявили себя довольно пассивно в период восстания чешских сословий 1618—1620 годов.
Политическое влияние и экономические возможности чешских городов, прежде всего Праги, были сведены до минимума. Помимо земельных владений, города лишились многих финансовых и торговых привилегий, права сбора таможенных пошлин, торговых сборов, судебных штрафов и налогов на наследование имущества, которые отныне стали взиматься в королевскую казну. Все грамоты с городскими правами и привилегиями были изъяты. Выморочное имущество горожан, ранее отходившее городской коммуне, теперь также обращалось в доход короля, кроме того, король начал использовать в отношении горожан право мёртвой руки. В дальнейшем Фердинанд I постепенно возвращал городам их привилегии за огромные выкупы, пополняя тем самым королевскую казну. Помимо чешских, были отняты привилегии и у лужицких городов, обвинённых в неисполнении королевских приказов во время восстания. Полностью потеряв свою самостоятельность, лужицкие города в дальнейшем так и не смогли вернуть своё экономическое положение.
Доходы короля были пополнены также за счёт значительных размеров штрафов, наложенных на отдельных горожан Праги, обвинённых в участии в восстании (причём размер штрафов ставился в зависимость от размера имущества горожанина, а не от степени его участия в восстании). Масса горожан, не располагавших достаточным имуществом, была подвергнута телесным наказаниям и изгнаниям. Значительный удар был нанесён королём по цеховому устройству городских ремесленников: королевским указом цехи были лишены всех своих привилегий и самостоятельности в определении цен на свою продукцию. Политическое влияние ремесленных цехов в Чехии было сведено к нулю. Однако ремесленные цехи уцелели и к 1560-м годам также за значительные выкупы вернули себе практически все потерянные права и привилегии.
Кардинально ограничено было городское самоуправление: все магистраты городов были подчинены особым королевским чиновникам — рихтаржам и гетманам. Были существенно урезаны полномочия городских судов и ограничена независимая судебная система вообще. Староместский городской суд был лишён статуса высшей судебной инстанции Праги, а его полномочия были переданы специально созданному в 1548 году Королевскому апелляционному суду по городским делам, который получил право рассматривать дела не только крепостных крестьян, но и горожан, рыцарей и панов.
Оппозиционное чешское дворянство также понесло наказания, хотя и меньшие, чем города: были наказаны только 36 дворян. Свободные земельные владения многих из них были конфискованы: стоимость конфискованных земель составила примерно четверть всех феодальных земельных владений в Чехии. Однако часть конфискованных земель король возвратил прежним владельцам, но уже в качестве ленного держания. Несколько активных деятелей восстания из панского и рыцарского сословий не пожелали явиться на суд короля и эмигрировали из Чехии (гетман Кашпар Пфлуг из Рабштейна, члены комитета Вилем Кршинецкий из Ронова и Мелихар Pop из Ророва, а также Альбин Шлик из Голейча, Хендрих Видпах из Видпаха и Петр Велемитский). Сикст из Оттерсдорфа благодаря протекции своих друзей при дворе отделался лишь недолгим тюремным заключением в смрадном подвале Чёрной башни.
Репрессиям подверглась и община чешских братьев, членами которой являлись многие наиболее радикально настроенные участники восстания. 5 октября 1547 года был переиздан «Владиславский мандат против пикартов» (как католические сторонники короля презрительно называли чешских братьев), после чего Фердинанд подписал два новых мандата, направленных на запрещение деятельности общины. Специально назначенные королевские комиссары приступили к конфискации имущества местных собраний чешских братьев и закрытию их молитвенных домов. Епископ общины чешских братьев Ян Аугуста был брошен в тюрьму. В 1548 году около 1000 чешских братьев вынуждены были эмигрировать в протестантскую Пруссию, где герцог Альбрехт Гогенцоллерн поселил их в Мариенвердере.
Поражение пражского восстания сословий привело к существенному ограничению полномочий генерального сейма, главного сословного органа власти. Созывать сейм отныне мог только король, который издавал для этого так называемые королевские «пропозиции» — повестку для обсуждения на собираемом сейме. Сейм, созванный без разрешения короля, объявлялся незаконным. Все сословные союзы были запрещены королевским указом как незаконные, король отныне мог созывать земские сеймы и назначать состав земских учреждений, не выслушивая мнения сословий соответствующих земель. Наконец, Фердинанд I добился от генерального сейма согласия на коронацию своего наследника ещё при своей жизни, что прямо нарушало положения коронационных капитуляций Фердинанда 1526 года. Чешские сословия фактически лишались права на свободное избрание своего короля, чешская монархия Габсбургов начала превращаться в наследственную.
Однако победа Фердинанда I над чешской сословной оппозицией не была абсолютной, поскольку королю всё же не удалось превратить все сословия королевства в послушных проводников своей политики. В сословиях сохранились оппозиционное отношение к политике Габсбургов и желание вернуть потерянные политические привилегии. Вторая половина XVI века прошла под знаком постоянного противостояния между протестантской дворянской оппозицией и королём, что в итоге привело к восстанию чешских сословий 1618—1620 годов, ставшему первым актом масштабной европейской Тридцатилетней войны.